# Tonella
Tonella es un género con tres especies de plantas de flores perteneciente a la familia Scrophulariaceae. 

## Especies seleccionadas
- Tonella collinsioides
- Tonella floribunda
- Tonella tenella

- Datos: Q10383162
- Multimedia: Tonella / Q10383162
- Especies: Tonella